# Rhabdosargus sarba
Rhabdosargus sarba es una especie de peces de la familia Sparidae en el orden de los Perciformes.

## Morfología
• Los machos pueden llegar alcanzar los 80 cm de longitud total.

## Distribución geográfica
Se encuentra desde las  costas del Mar Rojo y del África Oriental hasta el Japón, la  China y Australia.